# Đáp Kỷ
Chiêu Hiến Nguyên Thánh Hoàng hậu (chữ Hán: 昭獻元聖皇后; ? - 1 tháng 11, 1322), tên thật Đáp kỷ (答己, tiếng Mông Cổ: ᠲᠠᠵᠢ, Chuyển tự Latinh: taǰi) là vợ của Đáp Lạt Ma Bát Lạt - con trai Hoàng thái tử Chân Kim và cháu nội Nguyên Thế Tổ Hốt Tất Liệt.
Bà là sinh mẫu của Nguyên Vũ Tông và Nguyên Nhân Tông; bà nội của Nguyên Anh Tông, Nguyên Minh Tông, Nguyên Văn Tông; và bà ngoại của Bốc Đáp Thất Lý Hoàng hậu. Bà chưa từng được làm Hoàng hậu khi còn sống, chỉ được tôn Hoàng thái hậu sau khi Vũ Tông đăng cơ. Dưới thời Anh Tông, bà được tôn Thái hoàng thái hậu, trở thành Thái Hoàng thái hậu đầu tiên của triều đại.

## Tiểu sử
Đáp Kỷ sinh vào khoảng năm 1266. Xuất thân bộ tộc Hoằng Cát Lạt thị (弘吉剌氏), con gái của Hỗn Đô Thiếp Mộc Nhi (渾都帖木兒) - cháu nội của Án Trần (按陳). 
Không rõ năm gả cho Đáp Lạt Ma Bát Lạt, chỉ biết năm 1281, bà sinh con trai đầu là Hải Sơn (sau là Nguyên Vũ Tông). Năm 1285 sinh con thứ Ái Dục Lê Bạt Lực Bát Đạt (sau là Nguyên Thành Tông). Bà còn một con gái là Tang Ca Lạt Cát (sau hạ giá lấy Lỗ vương Điêu Á Bất Lạt, phong Lỗ quốc Công chúa).
Năm 1292, Hải Sơn chuyển đến Mạc Bắc, bỏ lại bà và Bát Đạt. Năm 1294, em chồng bà là Nguyên Thành Tông đăng cơ, tôn thân mẫu Khoát Khoát Chân làm Hoàng thái hậu. Mẫu tử bà được Thái hậu đón vào cung sinh sống, Thái hậu còn tuyển hiền sĩ Lý Mãnh dạy học cho Bát Đạt. Bốc Lỗ Hãn, Hoàng hậu của Thành Tông thấy Bát Đạt thông minh cứng rắn thì muôn phần dè chừng.
6 năm sau (1300) Thái hậu băng thệ, Bốc Lỗ Hãn liền đày Đáp Kỷ và con trai đến Hoài Châu. 

## Trở lại hoàng cung

### Đăng ngôi Hoàng thái hậu
Năm 1307, Thành Tông bạo băng, con trai ông cũng mất sớm. Hoàng hậu Bốc Lỗ Hãn can thiệp triều chính, đòi lập A Nan Đáp lên ngôi nhưng bị quần thần phản đối. Bát Đạt liên lạc Hải Sơn về Đại Đô giành ngôi, nhưng Hải Sơn đang ở Mạc Bắc nên Bát Đạt đi trước. Vài ngày sau ông bắt giam Bốc Lỗ Hãn và A Nan Đáp, rồi xử tử hai người họ. Hải Sơn lên ngôi, tức Nguyên Vũ Tông, Đáp Kỷ được tôn Hoàng thái hậu.
Vì Bát Đạt có công phò trợ, lại giúp Vũ Tông xử lý triều chính ổn thỏa nên được phong Hoàng thái đệ kiêm chức Trung thư lệnh. Tuy vậy, điều kiện để Bát Đạt kế vị là sau khi mất phải trả ngôi lại cho hậu duệ Vũ Tông, gồm Hòa Thế Lạt (sau là Nguyên Minh Tông) và Đồ Thiếp Mục Nhi (sau là Nguyên Văn Tông).
Năm Chí Đại thứ 3 (1310), Vũ Tông cùng Hoàng thái đệ, các Thân vương và văn võ bá quan đến Hưng Thánh cung (兴圣宫) dâng sách bảo cho Hoàng thái hậu Đáp Kỷ, tôn hiệu cho bà là [Nghi Thiên Hưng Thánh Từ Nhân Chiêu Ý Thọ Nguyên Hoàng thái hậu; 仪天兴圣慈仁昭懿寿元皇太后]. 

### Lưu đày cháu nội
Năm 1311, Bát Đạt kế vị, tức Nguyên Nhân Tông, Đáp Kỷ vẫn là Hoàng thái hậu. Nghe lời nịnh bợ của Thiếp Mộc Điệp và gian thần Đảo Thích Sa, Nhân Tông cố ý làm trái di nguyện của Vũ Tông, phong con trai là Thạc Đức Bát Thích làm Hoàng thái tử. Thái hậu không những không can, còn tiếp tay đuổi hai người con của Vũ Tông là Hòa Thế Lạt và Đồ Thiếp Mục Nhi khỏi cung để bảo toàn ngôi vị Thái tử. Việc Thái hậu thông đồng Nhân Tông, đày ải cháu nội được lý giải theo vài cách sau:
- Năm xưa Vũ Tông từng bỏ mẹ và em trai đến Mạc Bắc sinh sống. Bà chịu muôn ngàn gian khổ: nuôi con nhỏ đơn độc, bị Bốc Lỗ Hãn chèn ép, lưu đày khỏi hoàng cung... Thời gian đó chỉ có Nhân Tông cùng bà đồng cam cộng khổ, làm tròn đạo hiếu. Sau Nhân Tông một tay giành ngai vàng, cho mẹ cuộc sống tôn quý, nhưng lại nhường Vũ Tông kế vị dù việc triều chính vẫn do mình gánh vác. Luận công lao và khổ lao, Nhân Tông mới là Hoàng đế chân chính, giúp thiên hạ thái bình. Hậu duệ của Nhân Tông, tức Thạc Đức Bát Thích là người xứng đáng nhận ngôi hơn hậu duệ của Vũ Tông;

- Hòa Thế Lạt và Đồ Thiếp Mục Nhi không phải do Chân Ca Hoàng hậu sở sinh, mà là hai phi thiếp Diệc Khất Liệt thị và Đường Ngột thị. Thạc Đức Bát Thích là con trai A Nạp Thất Thất Lý Hoàng hậu, thân phận Đích trưởng tử cao quý, xứng đáng kế thừa đại thống hơn hai người anh họ;

- Mẹ Hòa Thế Lạt và Đồ Thiếp Mục Nhi không thuộc Hoằng Cát Lạt thị, thị tộc xuất thân của Thái hậu. Nếu một trong hai kế vị, quyền lực ngoại thích sẽ rơi vào tay người ngoài, khi đó Thái hậu không thể tùy tiện can chính. Cách lý giải này được cho là nguyên nhân chính, vì sau khi Thạc Đức Bát Thích đăng cơ, tức Nguyên Anh Tông, Thái hậu cố gắng điều khiển Anh Tông trong việc triều chính.

Năm Diên Hữu thứ 7 (1320), Nhân Tông triệu tập các Thân vương và hàng trăm văn võ bá quan trong triều, dâng sách dụ cho Đáp Kỷ Hoàng thái hậu, gia tăng tôn hào của bà thành [Nghi Thiên Hưng Thánh Từ Nhân Chiêu Ý Thọ Nguyên Toàn Đức Thái Ninh Phúc Khánh Hoàng thái hậu; 仪天兴圣慈仁昭懿寿元全德泰宁福庆皇太后].

### Đăng ngôi Thái hoàng thái hậu
Cùng năm, Nhân Tông qua đời. Thạc Đức Bát Thích kế vị, tức Nguyên Anh Tông. Đáp Kỷ cố gắng thao túng Anh Tông nhưng không thành, bà nhận ra mình đã lầm khi Anh Tông là người mạnh mẽ và tham vọng, không yếu đuối như bà tưởng. Bà thốt lên:"Biết thế ta chẳng lập thằng oắt con cứng đầu này" rồi bỏ cuộc. 
Ngày 11 tháng 3 ÂL (19 tháng 4 DL), Anh Tông tôn Đáp Kỷ làm Thái hoàng thái hậu. Một tháng sau tăng tôn hào của bà thành [Nghi Thiên Hưng Thánh Từ Nhân Chiêu Ý Thọ Nguyên Toàn Đức Thái Ninh Phúc Khánh Huy Văn Sùng Hữu Thái hoàng thái hậu; 仪天兴圣慈仁昭懿寿元全德泰宁福庆徽文崇佑太皇太后]. Sách văn viết:
| “                         | 王政之先，无以加孝，人伦之本，莫大尊亲。肆予临御之初，首举推崇之典。恭惟太皇太后陛下，仁施溥博，明烛幽之微。爰自居渊潜之宫，已有母天下之望。方武宗之北狩，适成庙之宾天。旋克振于乾纲，谅再安于宗祏。虽有在躬之历数，实司创业之艰难。仪式表于慈闱，动协谋于先帝。莫究补天之妙，允如扶日之升。位履至尊，两翼成于圣子；嗣登大宝，复拥佑于眇躬。矧德迈涂山，功高文母。是宜加于四字，式益衍于徽称。谨奉玉册玉宝，加上尊号曰仪天兴圣慈仁昭懿寿元全德泰宁福庆徽文崇佑太皇太后。 於戏！兹虽涉于强名，庶庸申于善颂。九州四海，养未足于孝心；万岁千秋，愿永膺于寿祉。 . Vương chính chi tiên, vô dĩ gia hiếu, nhân luân chi bổn, mạch thái tôn thân. Thích dư lâm ngự chi sơ, thú cử suy sùng chi điển. Cung duy Thái hoàng thái hậu bệ hạ, nhân di phổ bác，minh chúc u chi vi. Viên tự cư uyên tiềm chi cung, dĩ hựu mô thiên hạ chi vọng. Phương võ tôn chi bội thú，đích thành miếu chi tân thiên. Toàn khắc chấn vu càn cương, lượng tái an vu tôn thạch. Tuy hữu tại cung chi lịch xúc, thực tư sang nghiệp chi gian nan. Nghi thức biểu vu từ vi, động hiệp mưu vu tiên đế. Bá cứu bổ thiên chi diệu, doãn như phù nhật chi thăng. Vị lý chí tôn, lưỡng dực thành vu thánh tử; tự đăng thái bảo, phúc ung hữu vu diệu cung. Thẩn đức mại đồ sơn, công cao văn mẫu. Thị nghi gia vu tứ tự, thức ích diên vu huy xứng. Cẩn phụng ngọc sách ngọc bảo, gia thượng tôn hào viết Nghi Thiên Hưng Thánh Từ Nhân Chiêu Ý Thọ Nguyên Toàn Đức Thái Ninh Phúc Khánh Huy Văn Sùng Hữu Thái hoàng thái hậu. Vu hí! Từ tuy thiệp vu cường danh, thứ dung thân vu thiện tụng. Cửu châu tứ hải, dưỡng vị túc vu hiếu tâm; vạn tuế thiên thu, nguyện vĩnh ưng vu thọ chỉ. | ” |
| — Hoàng thái hậu sách văn | |   |

Ngày 22 tháng 9 ÂL (1 tháng 11 DL) năm Chí Trị thứ 2 (1322), Thái hoàng thái hậu mắc bệnh qua đời, thọ 56 tuổi. Ngày 17 tháng 3 năm sau, Anh Tông truy phong tổ mẫu quá cố là [Chiêu Hiến Nguyên Thánh Hoàng hậu; 昭献元圣皇后], đưa vào Tông miếu thờ phụng.

## Gia quyến
- Thân phụ: Hỗn Đô Thiếp Mộc Nhi, cháu nội của Án Trần.

- Thân mẫu: Không rõ.

- Phối ngẫu: Đáp Lạt Ma Bát Lạt, con trai Thái tử Chân Kim và cháu nội Nguyên Thế Tổ Hốt Tất Liệt, được Vũ Tông truy phong Nguyên Thuận Tông.

- Con trai:

1. Nguyên Vũ Tông Hải Sơn;
2. Nguyên Nhân Tông Ái Dục Lê Bạt Lực Bát Đạt.

- Con gái:

1. Lỗ quốc Công chúa Tang Ca Lạt Cát, hạ giá lấy Lỗ vương Điêu Á Bất Lạt.

- Cháu nội:

1. Nguyên Minh Tông Hòa Thế Lạt, con trai Nguyên Vũ Tông;
2. Nguyên Văn Tông Đồ Thiếp Mục Nhĩ, con trai Nguyên Vũ Tông;
3. Nguyên Anh Tông Thạc Đức Bát Lạt, con trai Nguyên Nhân Tông.

- Cháu ngoại:

1. Bốc Đáp Thất Lý, con gái Công chúa Tang Ca Lạt Cát, Hoàng hậu của Nguyên Văn Tông.